# Andrea Contarini
Andrea Contarini (ur. ok. 1301, zm. 5 czerwca 1382) – doża Wenecji od 20 stycznia 1368 do 5 czerwca 1382.

## Życiorys
Rodzina Contarini była wówczas jedną z najpotężniejszych i najbardziej wpływowych rodzin w Wenecji. Andrea Contarini był jednym z ośmiu członków rodziny, który został wybrany na dożę. Andrea Contarini zasłynął z roztopienia swojej fortuny na rzecz państwa i pomyślnego poprowadzenia Republiki Weneckiej w wojnie z Genueńczykami w bitwie pod Chioggią w 1379. Andrea Contarini pochowany jest w Kościele Santo Stefano.